# Gianluca Scamacca
Gianluca Scamacca (Rome, 1 januari 1999) is een Italiaans voetballer die doorgaans als aanvaller speelt. Hij komt uit voor Atalanta Bergamo. Scamacca debuteerde in 2021 in het Italiaans voetbalelftal.

## Clubcarrière

### PSV
Scamacca speelde tot en met 2014 in de jeugd van AS Roma, die hij in januari 2015 verruilde voor die van PSV. Hij tekende hier een contract tot 2016 en verlengde dit in november 2015 tot medio 2017. Scamacca debuteerde op 22 januari 2016 in het betaald voetbal. Hij speelde die dag een wedstrijd met Jong PSV in de Eerste divisie, tegen VVV-Venlo. Jong PSV won met 1–2 na treffers van Aleksandar Boljević en Rai Vloet. Scamacca viel na 61 minuten in voor Steven Bergwijn. In het seizoen 2016/17 speelde hij enkel in januari in een korte invalbeurt waarin hij een rode kaart kreeg.

### Sassuolo
Op 31 januari 2017 werd hij verkocht aan US Sassuolo. Ook die club slaagde er echter niet in Scamacca door te laten stromen naar het eerste elftal. Cremonese huurde hem een jaar, voordat Sassuolo hem medio 2018 bij PEC Zwolle stalde. Ook daar werd hij geen basisspeler. 
In de zomer van 2019 verhuurde Sassuolo hem voor de derde keer, nu aan Ascoli. Bij deze club ontwikkelde hij zich goed. Hij scoorde dertien doelpunten in alle competities. In de zomer van 2020 verhuurde Sassuolo hem voor de vierde keer, nu aan Genoa, dat een niveau hoger speelde, waar hij zijn goede ontwikkeling voortzette. Opnieuw haalde hij de dubbele cijfers, hij scoorde twaalf doelpunten in competitie en beker, waaronder tweemaal in de competitiewedstrijd met Parma Calcio 1913.
In de zomer van 2021 keerde hij terug naar Sassuolo, waarna hij zestien treffers wist te maken in de Serie A. Daarmee eindigde hij als zesde in de topscorerslijst achter Ciro Immobile, Dušan Vlahović, Lautaro Martínez, Tammy Abraham en Giovanni Simeone.

### West Ham United
West Ham United lijfde hem in de zomer van 2022 in voor een bedrag van bijna 30 miljoen euro. In de Premier League kwam Scamacca in het seizoen 2022/23 niet uit de verf. Hij speelde zestien wedstrijden voor de Hammers en wist drie keer te scoren. Wel was hij op stoom in de UEFA Europa Conference League, die West Ham uiteindelijk won, waar hij vijf doelpunten maakte in negen wedstrijden. Zijn verblijf in Engeland bleef tot een jaar beperkt, waarin hij tot acht doelpunten in 27 wedstrijden kwam.

### Atalanta Bergamo
In de zomer van 2023 werd Scamacca overgenomen door Atalanta Bergamo. Hij werd gehaald als opvolger voor de naar Manchester United vertrokken Rasmus Højlund. Scamacca werd hierdoor ploeggenoot van Teun Koopmeiners, Marten de Roon en Hans Hateboer. Hij maakte op 20 augustus 2023 zijn debuut tegen zijn voormalig werkgever Sassuolo. Op 2 september scoorde hij tegen Monza zijn eerste twee doelpunten voor Atalanta. Op 11 april 2024 scoorde hij in de kwartfinale van de UEFA Europa League tegen Liverpool twee doelpunten in een 0–3 overwinning op Anfield. Ook op 2 mei 2024, in de uitwedstrijd van de halve finale tegen Olympique Marseille, wist Scamacca het enige doelpunt voor Atalanta te scoren. Op 22 mei 2024 won Scamacca zijn tweede Europese beker in clubverband door in de finale van de UEFA Europa League met 3–0 te winnen van Bayer Leverkusen.

## Clubstatistieken
| Seizoen | Club             | Competitie     | Competitie | Competitie | Beker | Beker | Internationaal | Internationaal | Totaal | Totaal |
| Seizoen | Club             | Competitie     | Wed.       | Dlp.       | Wed.  | Dlp.  | Wed.           | Dlp.           | Wed.   | Dlp.   |
| ------- | ---------------- | -------------- | ---------- | ---------- | ----- | ----- | -------------- | -------------- | ------ | ------ |
| 2015/16 | Jong PSV         | Eerste divisie | 2          | 0          | 0     | 0     | —              | —              | 2      | 0      |
| 2016/17 | Jong PSV         | Eerste divisie | 1          | 0          | 0     | 0     | —              | —              | 1      | 0      |
| 2017/18 | Sassuolo         | Serie A        | 3          | 0          | 0     | 0     | —              | —              | 3      | 0      |
| 2017/18 | → Cremonese      | Serie B        | 14         | 1          | 0     | 0     | —              | —              | 14     | 1      |
| 2018/19 | → PEC Zwolle     | Eredivisie     | 8          | 0          | 2     | 0     | —              | —              | 10     | 0      |
| 2018/19 | Sassuolo         | Serie A        | 0          | 0          | 0     | 0     | —              | —              | 0      | 0      |
| 2019/20 | → Ascoli         | Serie B        | 33         | 9          | 2     | 4     | —              | —              | 35     | 13     |
| 2020/21 | → Genoa          | Serie A        | 26         | 8          | 3     | 4     | —              | —              | 29     | 12     |
| 2021/22 | Sassuolo         | Serie A        | 36         | 16         | 2     | 0     | —              | —              | 38     | 16     |
| 2022/23 | West Ham United  | Premier League | 16         | 3          | 2     | 0     | 9              | 5              | 27     | 8      |
| 2023/24 | Atalanta Bergamo | Serie A        | 24         | 9          | 3     | 0     | 8              | 5              | 35     | 14     |
| Totaal  | Totaal           | Totaal         | 163        | 46         | 14    | 8     | 17             | 10             | 194    | 64     |

Bijgewerkt op 19 april 2024.

## Interlandcarrière
Scamacca maakte deel uit van Italië –16 en nam in 2016 met Italië –17 deel aan het EK 2016 voor die leeftijdsgroep. Hierop kwamen zijn ploeggenoten en hij niet door de groepsfase. Scamacca scoorde tijdens het toernooi één keer, het openingsdoelpunt in een met 2–1 gewonnen groepsduel tegen Servië –17. Scamacca bereikte twee jaar later met zijn ploeggenoten de finale van het EK –19 van 2018. Hierin wist hij ook te scoren, maar Portugal –19 won. Hij kwam op het WK –20 van 2019 met Italië –20 tot de halve finale.
Scamacca debuteerde op 8 september 2021 in het eerste elftal van Italië, toen hij van bondscoach Roberto Mancini Federico Bernardeschi mocht vervangen in een met 5–0 gewonnen WK-kwalificatieduel tegen Litouwen. Hij viel op 1 juni 2022 in in de Finalissima, die Italië in het Wembley Stadium met 0–3 verloor van Argentinië. Op 17 oktober 2023 maakte hij zijn eerste interlanddoelpunt. Desondanks ging de EK-kwalificatiewedstrijd die dag met 1–3 verloren tegen Engeland. Scamacca werd op 6 juni 2024 door bondscoach Luciano Spalletti opgenomen in de Italiaanse selectie voor het EK 2024 in Duitsland. Italië eindigde als tweede in een groep met Albanië, Spanje en Kroatië, waarna het in de achtste finales werd uitgeschakeld met een 2–0 nederlaag tegen Zwitserland. Scamacca kwam op het toernooi in iedere wedstrijd in actie.

## Erelijst
West Ham United
- UEFA Europa Conference League: 2022/23

 Atalanta
- UEFA Europa League: 2023/24